# Kammersrohr
Kammersrohr (toponimo tedesco) è un comune svizzero di 31 abitanti del Canton Soletta, nel distretto di Lebern. Dal 18 ottobre 2020 diventa il comune con meno abitanti della Svizzera grazie alla soppressione del comune di Corippo (entrato a far parte del comune di Verzasca).

## Geografia fisica
Kammersrohr sorge a 600 m s.l.m. e a 6,5 km a nordest del capoluogo del Canton Soletta. Il paese copre una posizione panoramica sul versante meridionale del Massiccio del Giura e comprende una piccola frazione sul versante sud del Giura.
Il confine occidentale corre lungo il lato sinistro del fiume Aar; a nordest, il territorio comunale si estende fino al versante meridionale della catena del Weissenstein, raggiungendo un bosco a 755 m s.l.m., il punto più alto del territorio.